# Aveiro
Aveiro és un municipi portuguès, situat al districte d'Aveiro, a la regió del Centre i a la subregió del Baixo Vouga. El 2021 tenia 80.880 habitants. És la seu d'un municipi format per 14 freguesias (parròquies civils). Aveiro és la principal ciutat del Baixo Vouga i la seva àrea metropolitana té prop de 67.000 habitants. Limita al nord amb Murtosa, al nord-est amb Albergaria-a-Velha, a l'est amb Águeda, al sud amb Oliveira do Bairro, al sud-est amb Vagos i amb Ílhavo.

## Població
| Població del concelho d'Aveiro (1801 – 2021) | Població del concelho d'Aveiro (1801 – 2021) | Població del concelho d'Aveiro (1801 – 2021) | Població del concelho d'Aveiro (1801 – 2021) | Població del concelho d'Aveiro (1801 – 2021) | Població del concelho d'Aveiro (1801 – 2021) | Població del concelho d'Aveiro (1801 – 2021) | Població del concelho d'Aveiro (1801 – 2021) | Població del concelho d'Aveiro (1801 – 2021) |        |
| -------------------------------------------- | -------------------------------------------- | -------------------------------------------- | -------------------------------------------- | -------------------------------------------- | -------------------------------------------- | -------------------------------------------- | -------------------------------------------- | -------------------------------------------- | ------ |
| 1801                                         | 1849                                         | 1900                                         | 1930                                         | 1960                                         | 1981                                         | 1991                                         | 2001                                         | 2011                                         | 2021   |
| 14.144                                       | 10.780                                       | 24.919                                       | 31.644                                       | 46.055                                       | 60.284                                       | 66.444                                       | 73.335                                       | 78.450                                       | 80.880 |

## Història
Les primeres mencions que fan referència a la ciutat daten del segle x, però no és fins al segle xiii que és elevada a categoria de vila. En aquella època, la població es desenvolupava al voltant de l'església principal consagrada a sant Miquel, tot i que aquest monument no existeix actualment.
La bona situació geogràfica d'Aveiro ha beneficiat el seu creixement. Les salines que abunden en aquella zona, la pesca i el comerç marítim han constituït la base econòmica de la ciutat.
L'any 1759, Aveiro esdevé ciutat i uns anys després es converteix en seu de la diòcesi que porta el mateix nom. Al segle xix, noves millores arribaran a la ciutat a causa de la seva condició, fet que la impulsarà a ocupar, actualment, un lloc en el cim del context econòmic nacional. La ciutat té també universitat.
Comunicacions: aeroport regional d'Aveiro-São Jacinto, port d'Aveiro/Ilhavo, estació de tren d'Aveiro (línia del Nord).

## Activitat cultural
Aveiro disposa d'Universitat, creada el 1973. L'edifici de la biblioteca universitària és obra de l'arquitecte Alvaro Siza Vieira (1988-95)
Compta així mateix amb un museu dedicat a la història local i ubicat en un antic convent
L'equip de futbol local, Sport Clube Beira Mar, juga els seus partits a l'estadi d'Aveiro, inaugurat el 2003
Els dolços característic d'Aveiro són els ous molls

## Elements d'interès
El principal atractiu turístic d'Aveiro radica en els seus canals i les seves platges, com també els espais naturals de la Ria d'Aveiro.
Entre els edificis religiosos sobresurten la catedral i l'església de la Misericòrdia, del segle xvii, enre d'altres
Entre els edificis civils es poden esmentar l'Ajuntament, l'estació de ferrocarril, amb la seva característica decoració de plafons de rajoles pintades, i també un notable exponent d'arquitectura industrial, l'antiga fàbrica de ceràmica de Jeronimo Pereira Campos. rehabilitada com a centre de congressos
S'hi poden trobar així mateix, especialment a l'entorn del canal, interessants exponents d'arquitectura modernista.